# Michael Coats
Michael Lloyd Coats (Sacramento, 16 gennaio 1946) è un ex astronauta e ingegnere statunitense.
Ha partecipato alle missioni STS-41-D, STS-29 e STS-39 dello Space Shuttle. La prima in veste di pilota, le ultime due in quella di comandante.
Dal dicembre del 2005 è direttore del Lyndon B. Johnson Space Center della NASA.